# Hässleby-Silverån
Hässleby-Silverån är ett naturreservat i Hässleby socken i Eksjö kommun i Småland (Jönköpings län).
Reservatet omfattar 44 hektar och är skyddat sedan 2008. Det är beläget 2,5 kilometer nordost om Hässleby kyrka i Mariannelund.

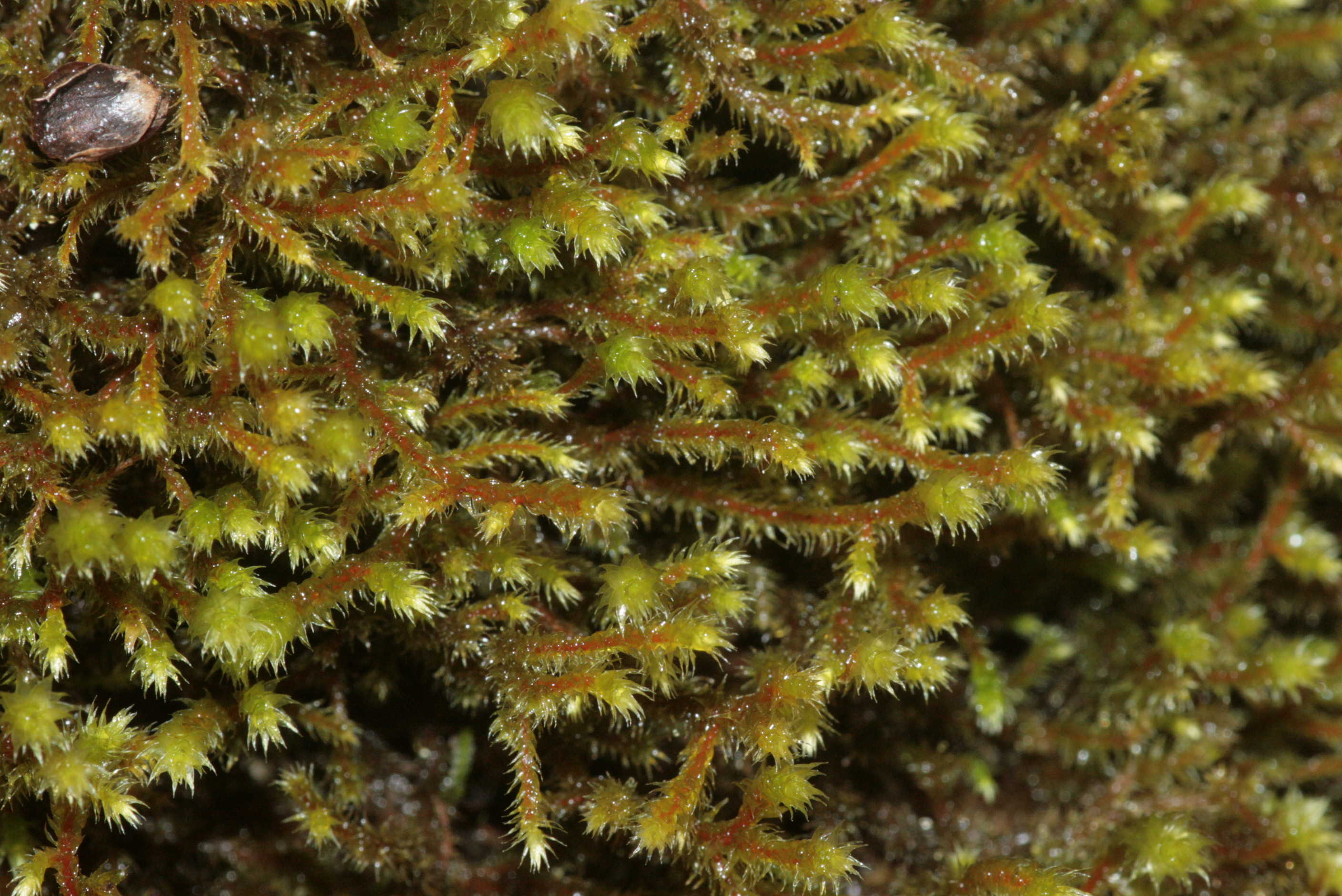
Fällmossa

Naturreservatet utgörs av ett långsmalt och långsträckt barrskogsområde intill Silverån. I söder finns en rasbrant där skogen uppvisar naturskogskaraktär med ett stort inslag av stående och liggande död ved i olika nedbrytningsstadier. I norr växer både äldre och yngre barrskog. Ån medför att området har en hög luftfuktighet. I den miljön trivs flera känsliga arter av vedsvampar, mossor, lavar och insekter. Ett stort antal rödlistade arter och signalarter har hittats. Längs Silverån finns öppna områden med våtmarker som tidvis översvämmas av ån.
Kärlväxter som brandnäva, svedjenäva, knärot och skogslind förekommer i reservatet. Bland många mossor nämns 
flagellkvastmossa, fällmossa, guldlockmossa, klippfrullania, långfliksmossa, stor revmossa, vedtrappmossa och västlig hakmossa. Bårdlav, skuggblåslav, vitmosslav är några arter av lavar. Av alla förekommande svampar nämns gränsticka, rävticka, ullticka, vedticka.
Höglandsleden går igenom hela området. Vid "Stora utsikten" har man en milsvid utsikt över omgivningarna.